# Yi (가나)
, 는 일본어의 음절의 하나이며, 가나의 하나이다. 메이지 초기에 사용되었다. 원래부터 や행 い단 자리가 비어 있는 상태였는데, 메이지 초기의 학자들이 그 자리에 이 두 글자를 인위적으로 배정했던 것이다.

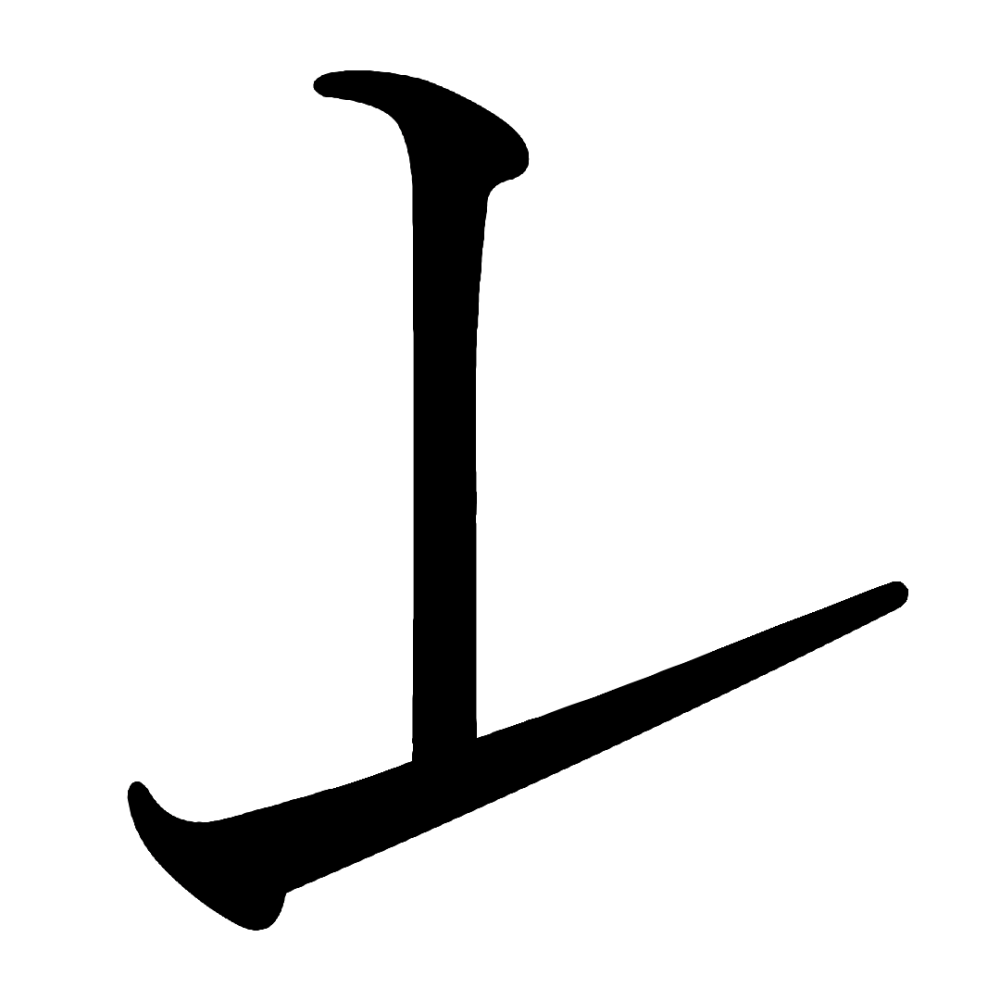
메이지 초기에 사용된 가타카나 (y)i.

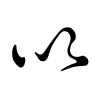
메이지 초기에 히라가나 (y)i로 지정된 문자. 현재는 い에 대응되는 헨타이가나로 분류된다.

이 글자는 や행 い단에 배정되었기 때문에 그 음은 yi(IPA: [ji])가 되어야 할 것이다. 그러나 일본어에서는 예부터 yi와 i의 차이가 없었다. 그래서 이 자리에 들어가는 글자가 비어 있는 상태였다(또는 あ행 い단을 빌려와서 채움). 이 점은 (Wu (가나))와 비슷하다.
는 以의 초서체를 변형하여 만든 글자이므로, い와 근원이 같다. 본래 와 い는 모양만 다르고 실제 쓰임은 완전히 같은 글자(이체자)였던 것이다.그러다가 메이지 초기의 학자들이 를 い와 달리 や행에 속하는 문자로 규정을 지었다. 그러나 이것은 너무나 인위적이고 부자연스러운 조치였기 때문에 결국 이 글자는 얼마 못가 폐지되었다. 현재 는 い에 상응하는 헨타이가나로 취급되어 편의상 あ행으로 인식된다.
는 以의 오른쪽 부분을 생략한 글자이다. 따라서 원래는 와 イ도 서로 이체자 관계에 놓인 문자였다. 그러나 메이지 초기에 는 와 함께 や행 い단에 배정되었다가, 결국 얼마 뒤 폐기되었다.

## 로마자와 한글 표기
로마자 표기의 경우, 근·현대 일본어의 실제 발음에 의거할 때(헵번식, 훈령식 등)는 i, 오십음도 내에서의 형식적인 위치(행·단)을 명시할 때(일본식)는 yi 정도로 적을 수 있을 것이다.
한글 표기의 경우 '이'로 적을 수밖에 없지만, 추정되는 발음을 바탕으로 인위적으로 'ᄋퟄ'로 적을 수도 있을 것이다.

## 요음
이 글자는 요음으로 사용할 일은 없으나, 굳이 쓰려면 다른 글자의 요음 표기 규칙에 의거해서 표기하면 될 것이다.

## 문자 코드
유니코드에서는 가 유니코드 10.0부터 U+1B006에, (𛀆) 가 유니코드 14.0부터 U+1B120에 (𛄠) 추가되었다. 금석문자경(今昔文字鏡) 코드에서는 는 069301번(위키백과에 수록된 그림과 완전히 같은 모양은 아니나 비슷함)에, 는 069612번에 할당되어 있다.
작은 가나(, )는 실제로 쓰인 적이 없었기 때문에 금석문자경에도 포함되어 있지 않다.

## 같이 보기
- 𛀁
- Wu (가나) (う, )